# 白番红花
白番红花（学名：Crocus alatavicus）是鸢尾科番红花属的植物。分布于俄罗斯以及中国大陆的新疆等地，生长于海拔1,200米至3,000米的地区，一般生长在山坡和河滩草地，目前尚未由人工引种栽培。